# La Rochefoucauld (Adelsgeschlecht)

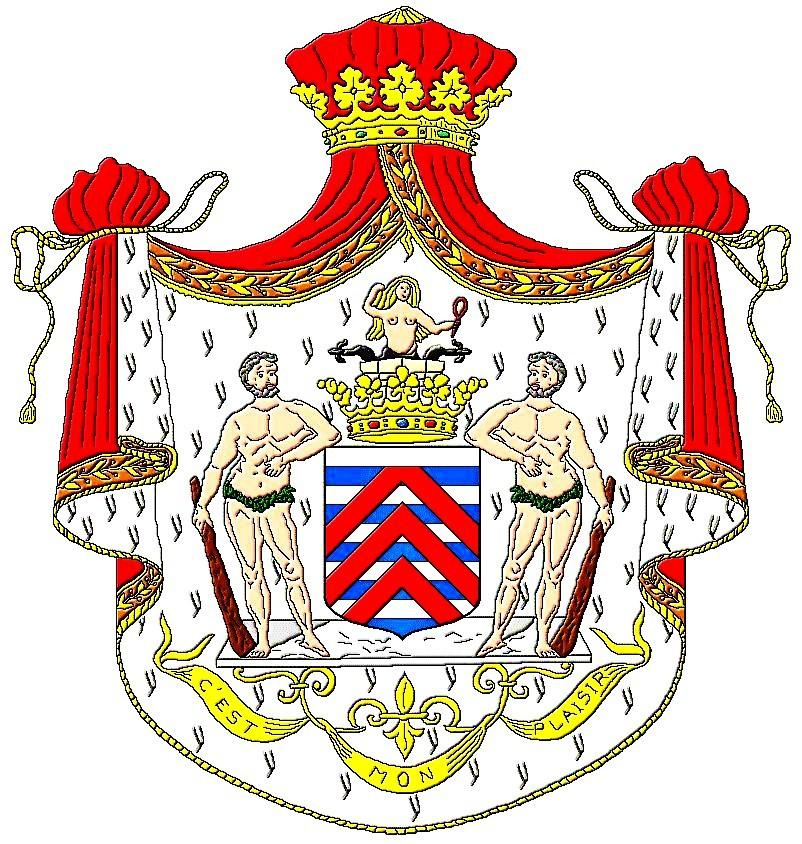
Wappen der La Rochefoucauld

Das Haus La Rochefoucauld ist eine der ältesten französischen Adelsfamilien des Hochadels, die erstmals im 11. Jahrhundert als Herren von La Roche erwähnt wird. Ihr Stammsitz ist das Schloss La Rochefoucauld im Ort La Rochefoucauld im Département Charente, das 980 von Fucaldus, wahrscheinlichem Ahnherrn des Geschlechts, im Auftrag der Bischöfe von Angoulême zur Abwehr von Normannenüberfällen erbaut wurde. Die Familie zählt neben den Kapetingern, Rochechouart und Chalençon-Polignac zu den ältesten noch bestehenden Adelshäusern Frankreichs.

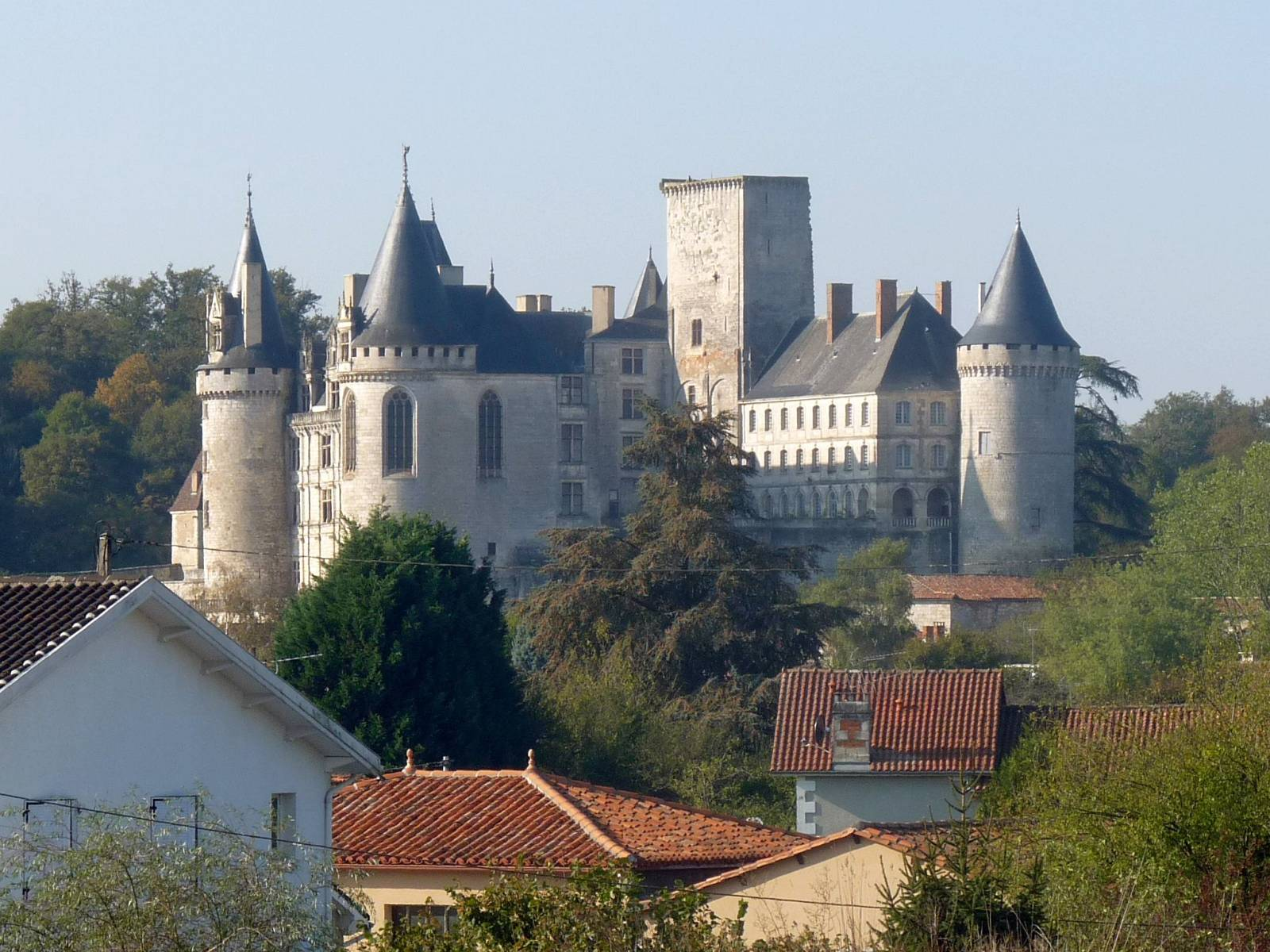
Schloss La Rochefoucauld, seit 980 bis heute im Besitz der Familie

## Herkunft
Ohne Beleg wurde behauptet, die Rochefoucauld stammten von Adémar, genannt Amaury oder Esmerin, ab, einem jüngeren Sohn aus der Familie der Vizegrafen von Limoges, alternativ von Hugo I. von Lusignan; die zweite Hypothese wird von den Wappen beider Familien unterstützt. André Debord sieht die Rochefoucauld als Nachkommen des Hauses Montbron im 12. Jahrhundert. Auch hier ist es das Wappen, das diesen Schluss nahelegt.
Die Herrschaft La Roche wurde im 13. Jahrhundert zur Baronie erhoben. Die Nachkommen Foucaulds I. de la Roche fügten dessen Namen dem Familiennamen hinzu, wodurch der Begriff Rochefoucauld – genutzt für den Ort, die Burg und die Familie – entstand. Das Schloss befindet sich heute im Besitz des 14. Duc de La Rochefoucauld; andere Linien besitzen weitere historische Sitze.

## Herren und Barone von La Rochefoucauld (10.–15. Jahrhundert)

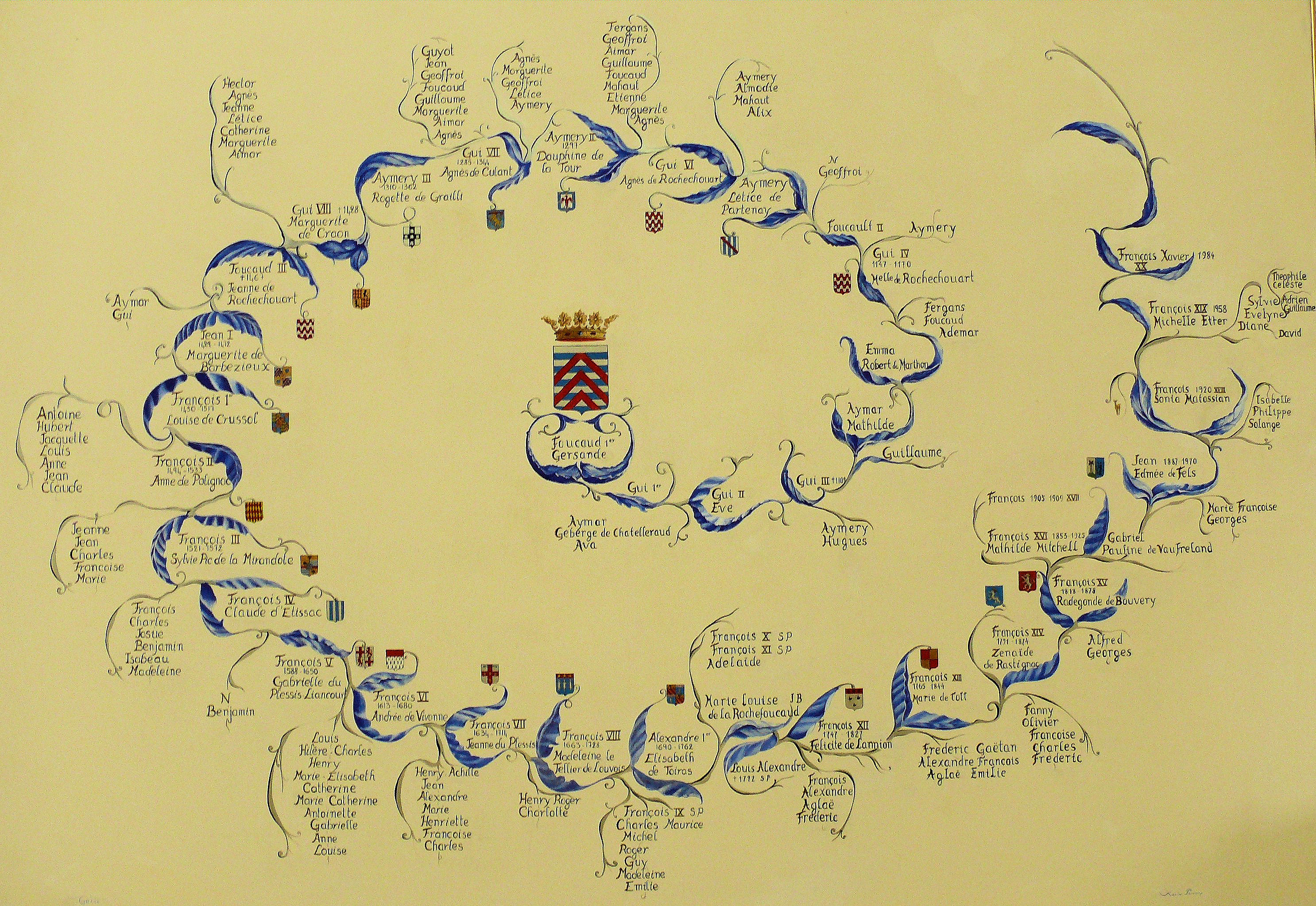
Stammtafel des Hauses La Rochefoucauld

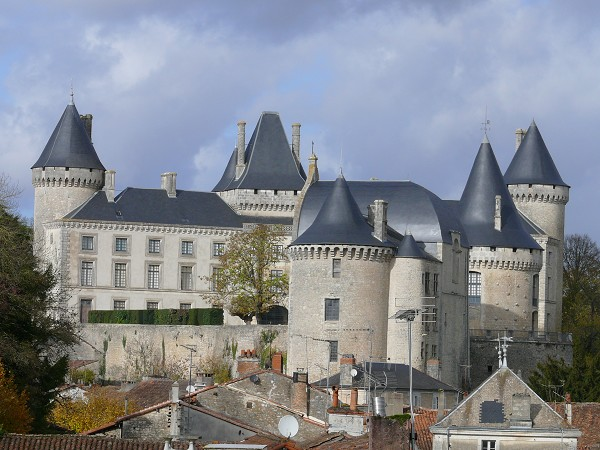
Schloss Verteuil-sur-Charente, seit vor 1080 bis heute im Besitz der Familie

1. Foucauld I. (* 978; † nach 1047), deren Sohn, Seigneur de la Roche; ⚭ I NN; ⚭ II Jarsende de Châtellerault – aus dieser Ehe stammen die Vicomtes de Châtellerault
2. Guy I. de La Roche, dessen Sohn aus erster Ehe
3. Guy II. de La Roche, dessen Sohn, Seigneur de La Rochefoucauld (1081); ⚭ Eve
4. Guy III. de La Roche, dessen Sohn, Seigneur de La Rochefoucauld († 1120)
5. Aymar de La Roche, dessen Sohn, Seigneur de La Rochefoucauld et de Verteuil († 1140)
6. Guy IV. de La Roche, dessen Sohn, Seigneur de La Rochefoucauld, Verteuil, Marthon, Blanzac; ⚭ NN, Tochter von Aimery, Vizegraf von Rochechouart, (Haus Rochechouart)
7. Foucauld II. de La Roche, dessen Sohn, Seigneur de La Rochefoucauld
8. Guy V. de La Rochefoucauld, dessen Sohn
9. Aimeri I. de La Rochefoucauld († nach 1250), dessen Bruder, Seigneur de La Rochefoucauld 1219; ⚭ Létice l’Archevêque de Parthenay
10. Guy VI. de La Rochefoucauld († 1295), dessen Sohn, Seigneur de La Rochefoucauld, de Verteuil, de Marthon, de Saint-Claud, de Saint-Laurent, de Blanzac et de Cellefrouin; ⚭ Agnès de Rochechouart, (Haus Rochechouart)
11. Aimeri II. de La Rochefoucauld (um 1265–1295), dessen Sohn, Baron de La Rochefoucauld, Seigneur de Verteuil, de Marthon, de Saint Claud, de Saint Laurent, de Blanzac, du Monteil et de Cellefrouin; ⚭ 1280 Dauphine de La Tour d’Auvergne
12. Guy VII. de La Rochefoucauld, dessen Sohn, Baron de La Rochefoucauld; ⚭ 1309 Agnès de Culant
13. Aimeri III. de La Rochefoucauld († 1362), dessen Sohn, Baron de La Rochefoucauld; ⚭ Rogette de Grailly
14. Guy VIII. de La Rochefoucauld, dessen Sohn, Baron de La Rochefoucauld, Gouverneur des Angoumois; ⚭ I Jeanne de Luxembourg; ⚭ II Marguerite de Craon, (Haus Craon)
15. Foucauld III. de La Rochefoucauld, dessen Sohn, Baron de La Rochefoucauld; ⚭ Jeanne de Rochechouart, (Haus Rochechouart)
16. Jean I. de La Rochefoucauld, Baron de La Rochefoucauld; ⚭ Marguerite de La Rochefoucauld, Dame de Barbezieux et de Montendre

## Comtes de La Rochefoucauld et Princes de Marcillac (16. Jahrhundert)
1528 wurde die Baronie La Rochefoucauld zur Grafschaft erhoben
1. François I. de La Rochefoucauld, Comte de La Rochefoucauld († 1541) – Pate des späteren Königs Franz I., wodurch der Vorname François in die Königlisten kam.
2. François II. de La Rochefoucauld (1494–1533), Comte de La Rochefoucauld, Prince de Marcillac, Baron de Verteuil etc.; ⚭ Anne de Polignac – Erbauer des Renaissance-Teils des Schloss La Rochefoucauld.
3. François III. de La Rochefoucauld (* 1521; † ermordet 1572 in der Bartholomäusnacht), Comte de La Rochefoucauld, Prince de Marcillac, Comte de Roucy, Baron de Verteuil etc.; ⚭ I Sylvie Pico de la Mirandola; ⚭ II Charlotte de Roye († 1571), Comtesse de Roucy, Schwägerin von Louis I. de Bourbon, prince de Condé
4. François IV. de La Rochefoucauld (1554–1591), dessen Sohn, Comte de La Rochefoucauld, Prince de Marcillac, Comte de Roucy, Baron de Verteuil etc.; ⚭ Claude d’Estissac

## Ducs de La Rochefoucauld (17.–20. Jahrhundert)
Ludwig XIII. erhob die Grafschaft 1622 zum Herzogtum und zur Pairie
1. François V. de La Rochefoucauld (1588–1650), dessen Sohn, 1. Duc de La Rochefoucauld; ⚭ Gabrielle du Plessis-Liancourt (Haus Le Plessis-Liancourt)

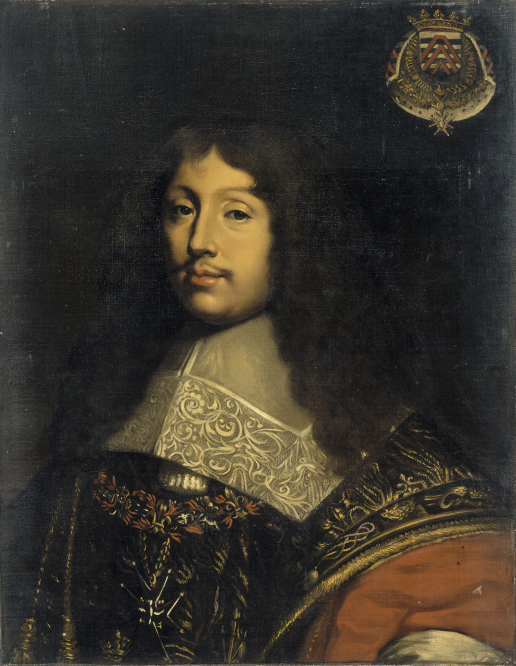
François VI. de la Rochefoucauld (1613–1680), 2. Duc

1. François VI. de la Rochefoucauld (1613–1680), dessen Sohn, 2. Duc de La Rochefoucauld; ⚭ Andrée de Vivonne
2. François VII. de La Rochefoucauld (1634–1714), dessen Sohn, 3. Duc de La Rochefoucauld, 1679 Duc de La Roche-Guyon, Großjägermeister von Frankreich; ⚭ Jeanne du Plessis-Liancourt (Haus Le Plessis-Liancourt)
3. François VIII. de La Rochefoucauld (1663–1728), dessen Sohn, 4. Duc de La Rochefoucauld, Duc de la Roche-Guyon; ⚭ Magdeleine Charlotte le Tellier de Louvois, Tochter von François-Michel Le Tellier, marquis de Louvois (Le Tellier de Louvois)
  1. François de La Rochefoucauld (1681–1699), dessen Sohn, 8. Prince de Marsillac
  2. Michel Camille de La Rochefoucauld (1686–1712), dessen Bruder, 9. Prince de Marsillac, 3. Duc de la Roche-Guyon
  3. Guy de La Rochefoucauld (1698–1731), dessen Bruder, 4. Duc de La Roche-Guyon
4. Alexandre de La Rochefoucauld (1690–1762), dessen Bruder, 10. Prince de Marsillac, 5. Duc de La Rochefoucauld, 5. Duc de la Roche-Guyon; ⚭ Elisabeth-Marie-Louise-Nicole de Caylard de Toiras d’Amboise
  1. François X. de La Rochefoucauld (1717–1718), dessen Sohn, 11. Prince de Marcillac
  2. François XI. de La Rochefoucauld (1720–1721), dessen Bruder, 12. Prince de Marcillac
5. Marie Louise Nicole de La Rochefoucauld (1716–1797), dessen Schwester, Duchesse d’Anville; ⚭ I 1731 Guy de La Rochefoucauld († 1731), 4. Duc de La Roche-Guyon, ihren Onkel (siehe oben); ⚭ II 1732 Jean Baptiste de La Rochefoucauld, genannt Jean-Baptiste de Roye († 1746), Marquis de Roucy, 1732 Duc d’Anville
6. Louis-Alexandre de La Rochefoucauld (1743–1792), deren Sohn aus zweiter Ehe, 6. Duc de La Rochefoucauld, 2. Duc d’Anville, 6. Duc de La Roche-Guyon, 13. Prince de Marsillac
  1. Louis François Armand de La Rochefoucauld de Roye (1695–1783), 1758 Duc d’Estissac, Vetter von Jean Baptiste de La Rochefoucauld, Duc d’Anville

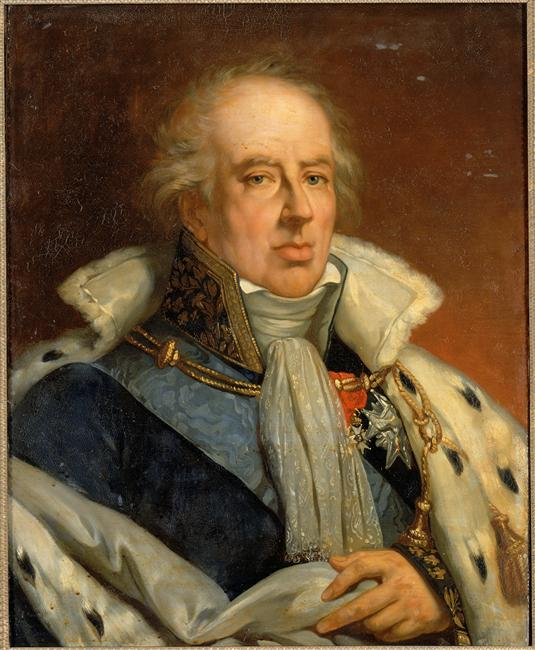
François XII. (1747–1827), 7. Duc de La Rochefoucauld, Duc de Liancourt

1. François XII. Alexandre Frédéric (1747–1827), dessen Sohn, 1765 Duc de Liancourt, 1792 7. Duc de La Rochefoucauld-Liancourt
2. François XIII. de La Rochefoucauld (1765–1848), dessen Sohn, 1827 8. Duc de La Rochefoucauld, 1828 2. Duc de Liancourt; ⚭ Marie-Françoise de Tott (1770–1854)
3. François XIV. de La Rochefoucauld (1794–1874), dessen Sohn, 1848 9. Duc de La Rochefoucauld, Duc d’Anville, 3. Duc de Liancourt; ⚭ Zénaide Chapt de Rastignac
4. François XV. de La Rochefoucauld (1818–1879), dessen Sohn, 1874 10. Duc de La Rochefoucauld, 4. Duc de Liancourt, Duc d’Anville, 17. Prince de Marsillac; ⚭ Radegonde-Euphrasie Bouvery
5. François XVI. Alfred Gaston (1853–1925), dessen Sohn, 1879 11. Duc de La Rochefoucauld, Duc d’Anville, 5. Duc de Liancourt; ⚭ Matti-Elizabeth Mitchell
  1. François XVII. de la Rochefoucauld (1905–1909), dessen Sohn, 6. Duc de Liancourt
6. Alfred Gabriel Marie François (1854–1926), Bruder von François XVI., 1925 12. Duc de La Rochefoucauld, Duc d’Anville; ⚭ Pauline Piscatory de Vaufreland
7. Jean François Marie de La Rochefoucauld (1887–1970), dessen Sohn, 1926 13. Duc de La Rochefoucauld, 8. Duc de Liancourt, Duc d’Anville; ⚭ Edmée Frish de Fels.
8. François XVIII. de La Rochefoucauld (1920-2011), dessen Sohn, 14. Duc de La Rochefoucauld, Duc de Liancourt, Duc d’Anville; ⚭ Sonia Marie Matossian
9. François Alexandre de La Rochefoucauld (* 1958), dessen Sohn, 15. Duc de La Rochefoucauld, 10. Duc de Liancourt

## Ducs de La Roche-Guyon (19.–21. Jahrhundert)

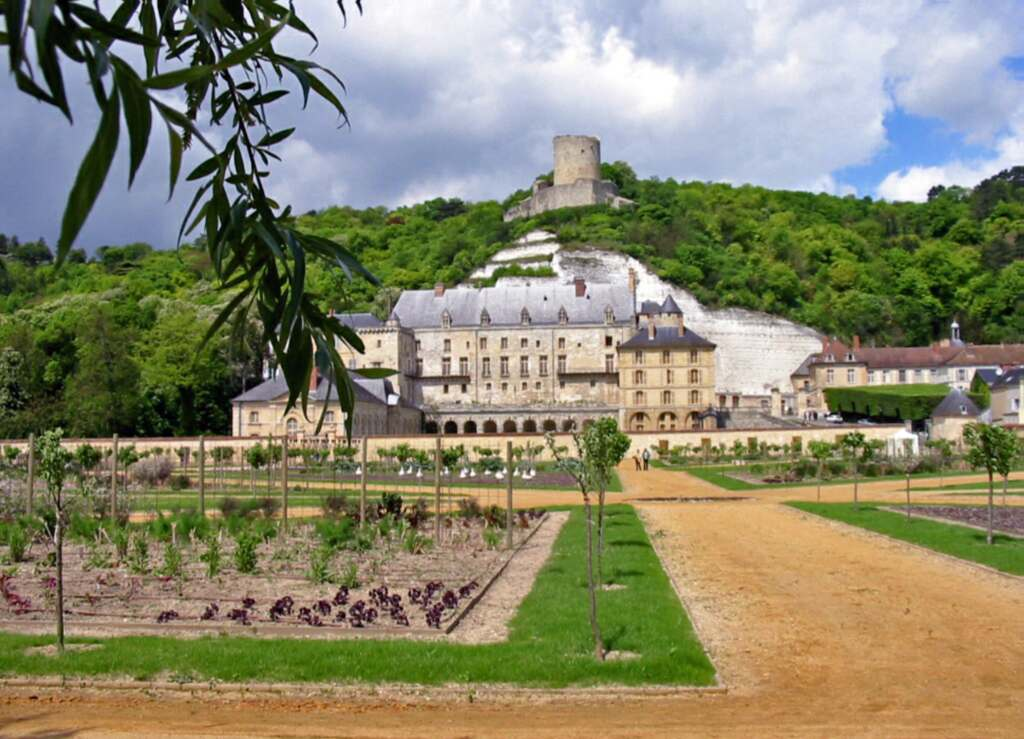
Schloss La Roche-Guyon, seit 1659 im Besitz der Familie

1. Alfred Pierre Marie René de La Rochefoucauld, Duc de La Roche-Guyon (1820–1883), Bruder von Herzog François XV.; ⚭ Isabelle Nivière
2. Pierre Antoine François Marie de La Rochefoucauld, Duc de La Roche-Guyon (1853–1930); ⚭ Gildippe Odoard du Hazey de Versainville
3. Gilbert Camille Alfred Alexandre de La Rochefoucauld, Duc de La Roche-Guyon (1889–1964); ⚭ I Princesse Hélène de La Trémoille; ⚭ II Marie-Louise Lerche
4. Alfred Henri Gaston de La Rochefoucauld, Duc de La Roche-Guyon (1928–2013); ⚭ Lydie Jacobé de Haut de Sigy
5. Guy-Antoine de La Rochefoucauld, Duc de La Roche-Guyon  (* 1958) – Yolaine Leclerc de Hauteclocque

## Ducs d’Estissac (19.–20. Jahrhundert)
1. Alexandre Jules de La Rochefoucauld (1796–1856), Neffe von Herzog François XIII., 1840 Duc d’Estissac
2. Roger Paul Alexandre Louis de La Rochefoucauld (1826–1889), dessen Sohn, Duc d’Estissac
3. Alexandre Jules Paul Philippe François de La Rochefoucauld (1854–1930), dessen Sohn, Duc d’Estissac
4. Louis François Alexander de La Rochefoucauld (1885–1950), dessen Sohn, Duc d’Estissac
5. Alexander Louis Marie François de La Rochefoucauld (1917–2008), dessen Sohn, Duc d’Estissac
6. Pierre-Louis François Leonel Alexandre de la Rochefoucauld (* 1947), dessen Sohn, duc d’Estissac

## Ducs de Doudeauville, Duca di Bisaccia, Duques d’Estrées
1. Ambroise Polycarpe de La Rochefoucauld (1765–1841) Vicomte de La Rochefoucauld, 1782 Duc de Doudeauville, nur entfernt mit der Hauptlinie verwandt
2. Louis François Sosthènes de La Rochefoucauld (1785–1864), dessen Sohn, 2. Duc de Doudeauville,
3. Auguste Stanislas Marie Mathieu de La Rochefoucauld (1822–1887), dessen Sohn, 3. Duc de Doudeauville
4. Sosthènes II. Marie Charles Gabriel de La Rochefoucauld (1825–1908), dessen Bruder, 1851 sizilianischer 9. Duca di Bisaccia, 1887 4. Duc de Doudeauville
5. Charles Marie François de La Rochefoucauld (1863–1907), dessen Sohn, 1892 spanisches 6e Duque d’Estrées
6. Armand I François Julie Marie de La Rochefoucauld (1870–1963), dessen Bruder, 1908 5. Duc de Doudeauville
7. Sosthènes III. François Marie Constantin de La Rochefoucauld (1897–1970), dessen Sohn, 1963 6. Duc de Doudeauville, 1968 11e duca di Bisaccia, 1908 7e Duque d’Estrées
8. Armand II Charles François Marie de La Rochefoucauld (1902–1995), dessen Bruder, 1970 7. Duc de Doudeauville, 1970 8e Duque d’Estrées, 1970 12e Duca di Bisaccia
9. Armand III Sosthènes François de La Rochefoucauld (* 1944), dessen Sohn, 1995 8. Duc de Doudeauville, 1995 9e Duc d’Estrées, 1995 13e Duca di Bisaccia
10. Edouard François Marie de La Rochefoucauld (1874–1968), Sohn von Sosthène II., 10. Duca di Bisaccia

## Fürsten de La Rochefoucauld
- Aimery Marie François Anatole de La Rochefoucauld (1843–1920), Neffe des Herzogs François XIV., 1909 bayerischer Fürst und Comte de La Rochefoucauld
- Gabriel Marie François Hippolyte Ferri Eugène de La Rochefoucauld (1879–1974), dessen Sohn, Fürst und Comte de la Rochefoucauld
- Jules Louis Charles de La Rochefoucauld (1857–1945), Sohn von Arthur François Ernest de La Rochefoucauld, Neffe des Roger Paul Alexandre Louis de La Rochefoucauld, duc d’Estissac, 1909 bayerischer Fürst und Comte de La Rochefoucauld, später de La Rochefoucauld de Montbel
- Emmanuel Arthur Adrien Joseph Marie de La Rochefoucauld de Montbel (1883–1974), dessen Sohn, Fürst und Comte de La Rochefoucauld
- Charles Emmanuel Jules Aymé Marie de La Rochefoucauld de Montbel (1914–2000), dessen Sohn, Fürst und Comte de La Rochefoucauld
- Dominique de la Rochefoucauld-Montbel (* 6. Juli 1950), dessen Sohn, Fürst und Comte de La Rochefoucauld